# Aegina citrea
Aegina citrea är en nässeldjursart som beskrevs av Johann Friedrich von Eschscholtz 1829. Aegina citrea ingår i släktet Aegina och familjen Aeginidae. Inga underarter finns listade i Catalogue of Life.

## Bildgalleri

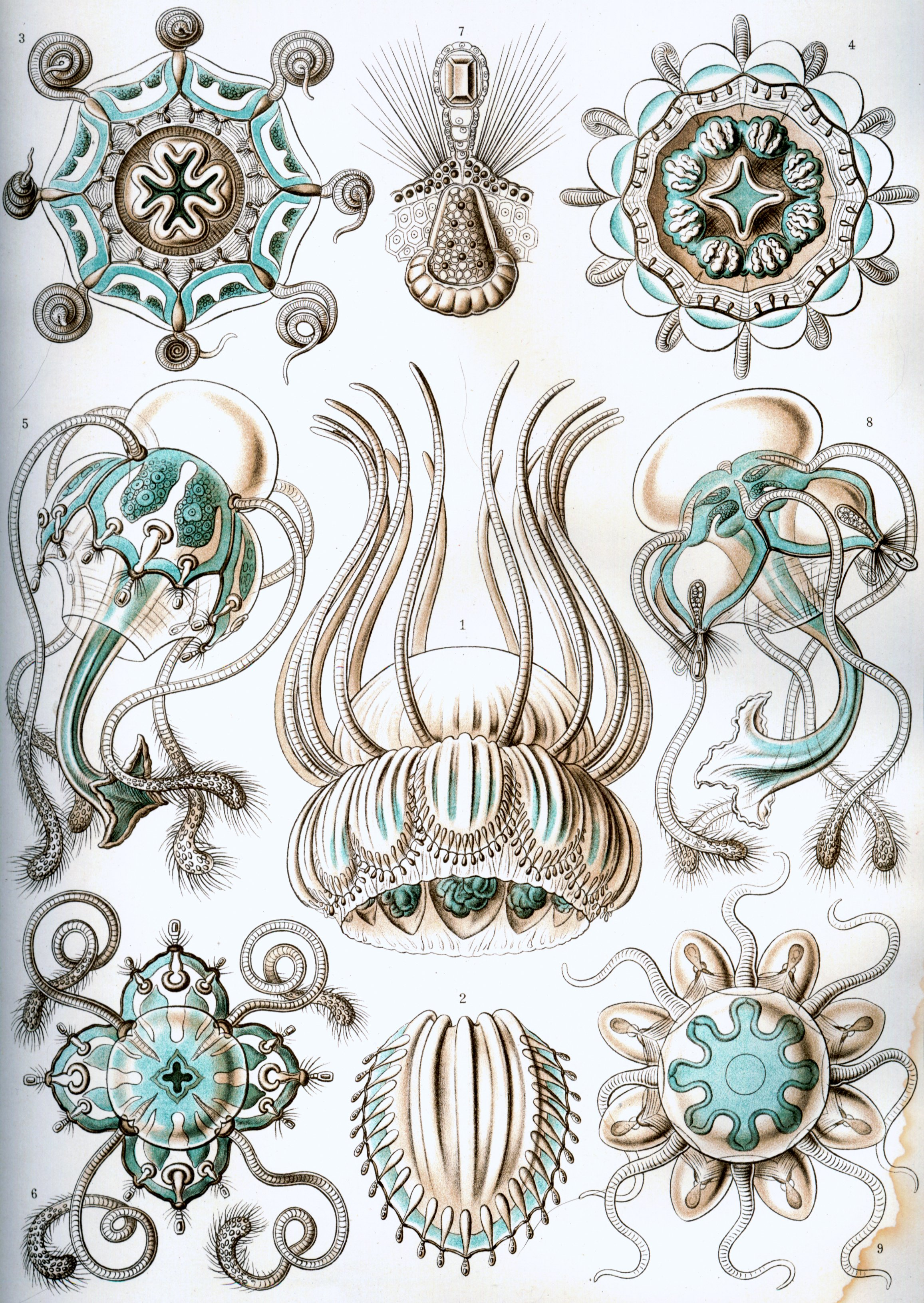